# Savoy Theatre
Das Savoy Theatre ist ein West End Theater an der Straße Strand in der City of Westminster London, England. Das Theater wurde von Impresario Richard D’Oyly Carte in Auftrag gegeben und am 10. Oktober 1881 eröffnet. Es wurde auf den Grundstücken des alten Savoy Palastes des britischen Theaterarchitekten Charles J. Phipps errichtet. Das Savoy Theatre war auch das erste öffentliche Gebäude der Welt, welches vollständig elektrisch beleuchtet wurde.
Zunächst war es als Spielstätte für eine damals sehr populäre Reihe Komischer Opern aus der Feder von Gilbert und Sullivan gedacht. Diese Art der Oper wurde zeitweilig auch nur noch „Savoy-Opern“ genannt.
Für viele Jahre wurde das Savoy Theatre so die Heimat der D’Oyly Carte Opera Company, welche durchgehend ein Jahrhundert lang von der Familie Carte betrieben wurde. Richards Sohn Rupert D’Oyly Carte renovierte und modernisierte das Theater im Jahr 1929.
Neben The Mikado und anderen berühmten Uraufführungen von Gilbert und Sullivan, zeigte das Haus auch Premieren, wie im Jahr 1931 die erste offizielle Aufführung in England von Oscar Wildes Drama Salome, nachdem es zuvor verboten war, dieses zu seiner Zeit als blasphemisch und zudem sexuell anzüglich betrachtete Stück im Land aufzuführen sowie Noël Cowards Komödie Blithe Spirit (1941).

## Baugeschichte

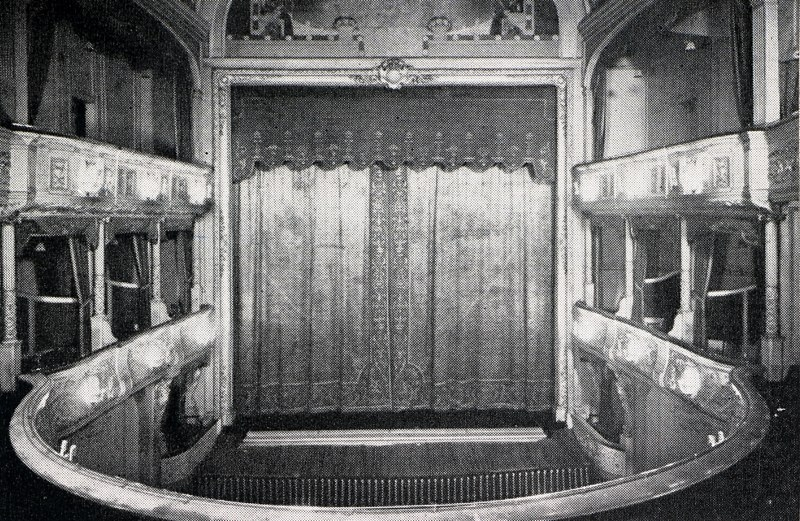
Originaleinrichtung des Savoy, 1881

Carte hatte die Idee zum Bau des Savoy Theaters bereits in den 1870er Jahren. Sein Wunsch war es, die Opern von Gilbert und Sullivan, welche er bereits erfolgreich an andere Bühnen gebracht hatte, einem noch breiteren Publikum zugänglich zu machen. Hierfür zog er das verfallene Gelände des ehemaligen Savoy Palastes (und eines späteren Krankenhauses an dieser Stelle) in Betracht.
Bevor Carte an den Grunderwerb ging, ließ er sich seitens offizieller Stellen der Stadt zusichern, dass an der Südseite des Areals eine neue Straße gebaut werden würde. Im Gegenzug, so verlangte es die Stadt, solle Carte die Hälfte der Straßenbaukosten beisteuern. Carte erwarb nun das Grundstück für 11.000 Pfund und erfüllte im März auch seinen finanziellen Anteil an dem Straßenbau. Jedoch ließ dieser lange auf sich warten. Carte sagte in der Times dazu, er sei gefangen in den Maschen der Bürokratie. Endlich erhielt er die feste Zusage für den Juni 1880. Währenddessen erhöhte Architekt Emden seine Baukostenschätzung von zunächst veranschlagten 11.000 Pfund auf 18.000 Pfund (heutiger Kaufkraft entspräche dies ca. 1,8 Millionen Euro).
Darauf entließ er den Architekten. Jedoch stellte ihm dieser sein Honorar über 1.790 £ sowie 3.000 £ Ausfallhonorar wegen der vorzeitigen Vertragsaufhebung in Rechnung.
Carte beauftragte nun Charles J. Phipps damit, sein Theater zu bauen. Die ausführende Firma war Patman and Fotheringham.
Die Arbeiten schritten rasch voran und lagen im Plan. Dennoch musste der Eröffnungstermin mehrmals verschoben werden, da die Arbeiten an der seinerzeit als innovativ geltenden elektrischen Beleuchtung andauerten. Schließlich konnte das Savoy am 10. Oktober 1881 eröffnet werden.
Zunächst wollte Carte das Theater „Beaufort Theatre“ nennen, da es im Bereich des Theaters eine „Beaufort-Siedlung“ gab, aber er schrieb später in einem offenen Brief an den The Daily Telegraph „On the Savoy Manor there was formerly a theatre. I have used the ancient name as an appropriate title for the present one.“ (Im Savoy Herrenhaus war früher ein Theater. Ich nutze den alten Namen als einen angemessenen Titel für das heutige.) Das Äußere des Gebäudes war aus Backsteinen und Portland-Steinen gefertigt. Die Innengestaltung von Collinson und Locke orientierte sich an der italienischen Renaissance. Die vorherrschenden Farben sind Weiß, blasses Gelb und Gold, ergänzt durch einen Vorhang aus goldenem Satin, rote Logen und dunkelblaue Stühle. Es gab keine der Engel, Götterbilder oder Fabelwesen, welche in der Dekoration der Konkurrenztheater üblich waren. Carte wollte nichts, was seinem bürgerlichen Zielpublikum zu grell oder knallig erscheinen könnte.

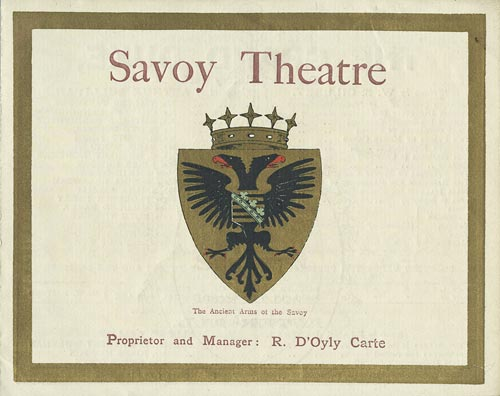
Programm mit dem Wappen des Savoy Palastes (1896)

Am Eröffnungsabend erhielt Phipps zusammen mit Gilbert und Sullivan und Carte mehrere „Vorhänge“. The Times kommentierte, „Von jedem Sitz des Hauses erhält man eine perfekte Sicht auf die Bühne.“ Es gab Ausgänge an allen vier Seiten des Theaters und es wurden feuerfeste Materialien eingesetzt, um ein Maximum an Sicherheit zu gewährleisten. Es gab drei Ränge in vier Ebenen. Die Gesamtkapazität betrug 1.292 Sitze. Der Proszeniumbogen war über neun Meter hoch und ebenso breit. Die Bühne hatte mit Proszenium eine Tiefe von über 8 Metern. Das ursprüngliche Theater hatte seinen Haupteingang am Thames Embankment. Das Grundstück, auf dem es gebaut wurde, ist steil und erstreckt sich vom Strand bis zur Böschung entlang der alten Beaufort Street. Nachdem Carte das Savoy Hotel im Jahr 1889 erbaut hatte, wurde der Theatereingang an seinen jetzigen Standort im Innenhof des Hotels, abseits der Themseuferseite, verlegt.
Das Savoy Theatre war zu seiner Zeit das mit dem Besten, das der Stand der Technik zu bieten hatte, ausgerüstete Theater. Dazu auch das erste öffentliche Gebäude der Welt, welches vollständig elektrisch illuminiert werden konnte. Joseph Wilson Swan, der Erfinder der Glühlampe, stattete 1881 das Theater mit 1.200 dieser Leuchtmittel aus. Die Beleuchtung wurden mit einem 120 PS (89 kW) Generator betrieben, der abseits des Theaters aufgestellt war.
Dazu erklärte Carte, dass der Grund, weswegen er das elektrische Licht für sein Theater vorzog, die Luftbelastung und Hitze der bisher üblichen Gaslampen sei, was mit den Glühlampen nicht der Fall wäre. Zur Sicherheit wurde die Beleuchtung redundant mit Gas angelegt, jedoch kam diese nur selten zu Anwendung. Allerdings erwies sich der zuerst eingesetzte Stromerzeuger als zu klein dimensioniert, um das gesamte Theater zu erleuchten und so wurde nur die Hausfront elektrisch illuminiert und die Bühne noch bis zum Jahresende 1881 herkömmlich mit Gas ausgeleuchtet.
Die Zeitung The Times befand, das Theater sei hervorragend für seinen Zweck geeignet, seine akustische Qualität sei exzellent und alle angemessenen Ansprüche an Komfort und Geschmack würden erfüllt.
Carte und sein Manager George Edwardes, später Leiter des Gaiety Theatre in London, stellten verschiedene Neuerungen vor, darunter nummerierte Sitze, kostenlose Programmhefte, ein Einlasssystem vor den Eingängen der billigen Bereiche (inspiriert von einer US-amerikanischen Idee) und kostenfreie Sanitärbereiche. Auch die Qualität der ausgeschenkten Getränke war hochwertig. Was täglich im Theater konsumiert wurde, entsprach etwa der Hälfte der möglichen Einnahmen aus dem Ticketverkauf.

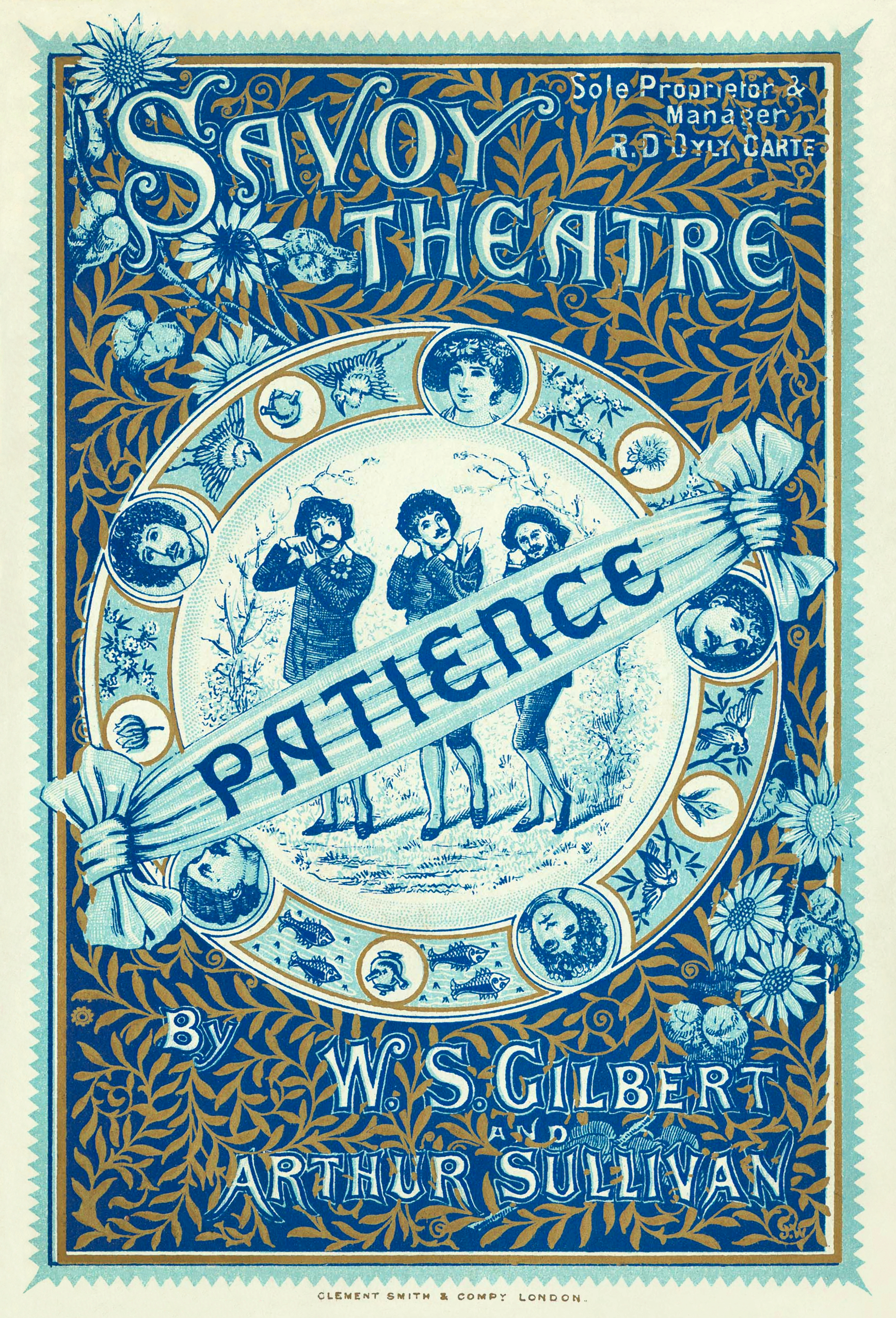
Programm für Patience oder Bunthornes Braut, 1881

Das Eröffnungsstück war Gilbert und Sullivans Patience oder Bunthornes Braut, das bereits seit April 1881 an der kleineren Opera Comique (London) lief. Die letzten acht von Gilbert und Sullivans Komischen Opern hatten dann ihre jeweilige Premiere im Savoy. Hierzu zählen: Iolanthe (1882), Princess Ida (1884), The Mikado (1885), Ruddigore (1887), The Yeomen of the Guard (1888) The Gondoliers (1889), Utopia, Limited (1893) und The Grand Duke (1896). Der Terminus Savoy opera wurde zu einem Gattungsbegriff ihres Gesamtwerks.
Als 1898 die Zusammenarbeit von Gilbert und Sullivan endete, holte Carte und später seine hinterbliebene Ehefrau Helen (mit ihrem Theaterleiter William Greet (von 1901 bis 1903)) andere Komische Opern auf die Bühne, etwa die von Arthur Sullivan, Ivan Caryll, Sydney Grundy, Basil Hood und Edward German. Die Savoy-Opern der 1890er Jahre waren allerdings weniger erfolgreich als die von Gilbert and Sullivan zuvor. Nach Cartes Produktion The Chieftain, die im März 1895 auslief und nach Maßstäben des Autors Sullivan eher als Misserfolg galt, holte das Savoy noch für wenige Wochen die Carl Rosa Opera Company auf die Bühne und schloss dann das Theater bis zum Ende des Jahres. Sullivan starb 1900 und Richard D’Oyly Carte ein Jahr später.
Das Savoy Theatre wurde von seiner Witwe, zusammen mit dem Manager William Greet, noch zwei Jahre weitergeführt und dann, ab 1903 unter neuer Leitung (John Leigh und Edward Laurillard), ging es im Februar 1904 weiter. Das Musical The Love Birds war die Eröffnungsvorstellung und lief bis zum Dezember 1906. Die D’Oyly Carte Opera Company kehrte alsbald an das Savoy zurück und der Bariton Charles H. Workman übernahm die Theaterleitung. Er produzierte u. a. 1909 William Schwenck Gilberts Oper Fallen Fairies (Musik Edward German), welche aber mit nur mäßigem Erfolg auf 51 Vorstellungen kam. Er produzierte danach Two Merry Monarchs und Orfeo ed Euridice (1910) mit Marie Brema und Viola Tree in den Hauptrollen. Danach zog sich die D’Oyly Carte Opera Company bis 1929 vom Savoy zurück, tourte durch Großbritannien und spielte auch auf anderen Londoner Bühnen. George Augustus Richardson managte das Theater von November 1911 bis Februar 1915. Der Rekord von The Mikado als das am längsten laufende Stück am Savoy wurde 1920 von der Vaudeville-Produktion Paddy the Next Best Thing (Buch: Gertrude Page; Hauptrolle: Peggy O’Neil) mit 867 Aufführungen gebrochen.

## Leitung unter Rupert D’Oyly Carte
1915 wurde die Geschäftsleitung des Theaters von Richard D’Oyly Cartes Sohn Rupert übernommen. Nach seinem Militärdienst bei der Marine während des Ersten Weltkriegs entschloss sich Carte, die Produktionen der D’Oyly Carte Opera Company in einer aufpolierten Version wieder an die Londoner Bühnen zu bringen. Er gestaltete eine Zusammenstellung von modern überarbeiteten Gilbert und Sullivan-Produktionen und brachte diese zunächst in der Spielzeit 1919 an das Shaftesbury Theatre. J. B. Fagans Adaption des Romans Die Schatzinsel hatte im Dezember 1922 seine Premiere am Savoy Theatre. Es war so erfolgreich, dass es bis zum Ausbruch des Zweiten Weltkriegs jedes Jahr auf dem Weihnachtsspielplan stand.

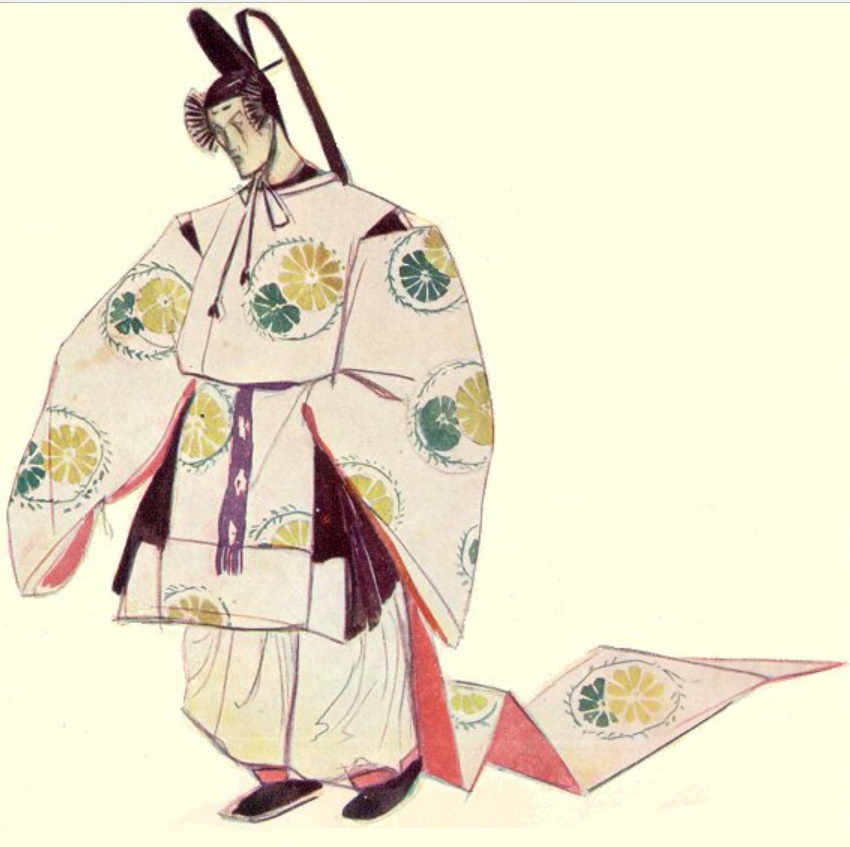
1926 Kostüm für Der Mikado

Am 3. Juni 1929 schloss Carte das Savoy Theatre, um dessen Inneres vollständig neu zu gestalteten. Hier zeichnete der Architekt Frank A. Tugwell zusammen mit dem Innenarchitekten Basil Ionides verantwortlich. Die Decke wurde den Farben eines Himmels im April nachempfunden, die Wände mit lichtdurchlässiger Goldlasur auf Silberfarben dekoriert, die Parkettsitze in verschiedenen Farben gestaltet und aufgepolstert; die Farben der Vorhänge korrespondierten farblich mit den Sitzen. Ionides bemerkte dazu, dass er die Farbauswahl einem Beet von Zinnien im Hyde Park nachempfunden habe. Der gesamte Fußboden wurde erneuert. Die alten Umkleideräume sowie die Bar im hinteren Teil des Theaters an die Seite verlegt und die Zahl der Logen von 18 auf nur eine reduziert. Der neue Zuschauerraum hatte zwei Ränge in drei Ebenen: Parkett, unterer Balkon („Dress Circle“) und oberer Balkon. Die Zuschauerkapazität war bis zum Jahr 1912 von den ursprünglichen 1.292 auf 986 verringert worden. Das frisch renovierte Theater stellte die ursprüngliche Kapazität mit 1.200 Sitzen nahezu vollständig wieder her. Die neue Bühne war nun 8,93 Meter breit und neun Meter tief.
Das Theater eröffnete am 21. Oktober 1929 mit einer neuen, von Charles Rickett bearbeiteten, Produktion von The Gondoliers, dirigiert von Malcolm Sargent. In der einzig verbliebenen Loge saß Lady Gilbert, die Witwe des verstorbenen Librettisten. Es gab am Savoy Theatre Spielzeiten der Werke Gilbert und Sullivans in den Jahren 1929–30, 1932–33, 1951, 1954, 1961–62, 1975, 2000, 2001, 2002 und 2003. Andere berühmte Ereignisse waren die Premiere von Noël Cowards Blithe Spirit (1941, welches 1.997 mal aufeinanderfolgend aufgeführt wurde. Das setzte auch einen neuen Rekord für Nicht-Musical-Theater), Robert Morley in The Man Who Came to Dinner und verschiedene Komödien von William Douglas-Home mit Stars wie Ralph Richardson, Peggy Ashcroft und John Mills. Die erste offizielle Aufführung des in England lange verfemten Skandalstücks Salome von Oscar Wildes erfolgte 1931 im Savoy Theatre.
Nach dem Tod von Rupert D'Oyly Carte 1948 übernahm seine Tochter Bridget D’Oyly Carte die Geschäfte der D’Oyly Carte Opera Company. Später wurde sie auch Leiterin der Savoy Hotel Group, zu der auch das Theater gehörte. Das Management des Theaters lag vermutlich 1948 in den Händen Hugh Wontners, Vorsitzender der Savoy Hotel Group.  Das Theater wurde 1973 in die Grade II Klassifikation der Statutory List of Buildings of Special Architectural or Historic Interest aufgenommen. Die D’Oyly Carte Opera Company beendete 1982 ihre Existenz und Dame Bridget starb drei Jahre darauf. Da sie keine Kinder hatte, endete mit ihr auch die Linie der D’Oyly Cartes. Wontner hielt den Vorsitz des Theaters bis zu seinem Tode 1992.

## Das Feuer von 1990

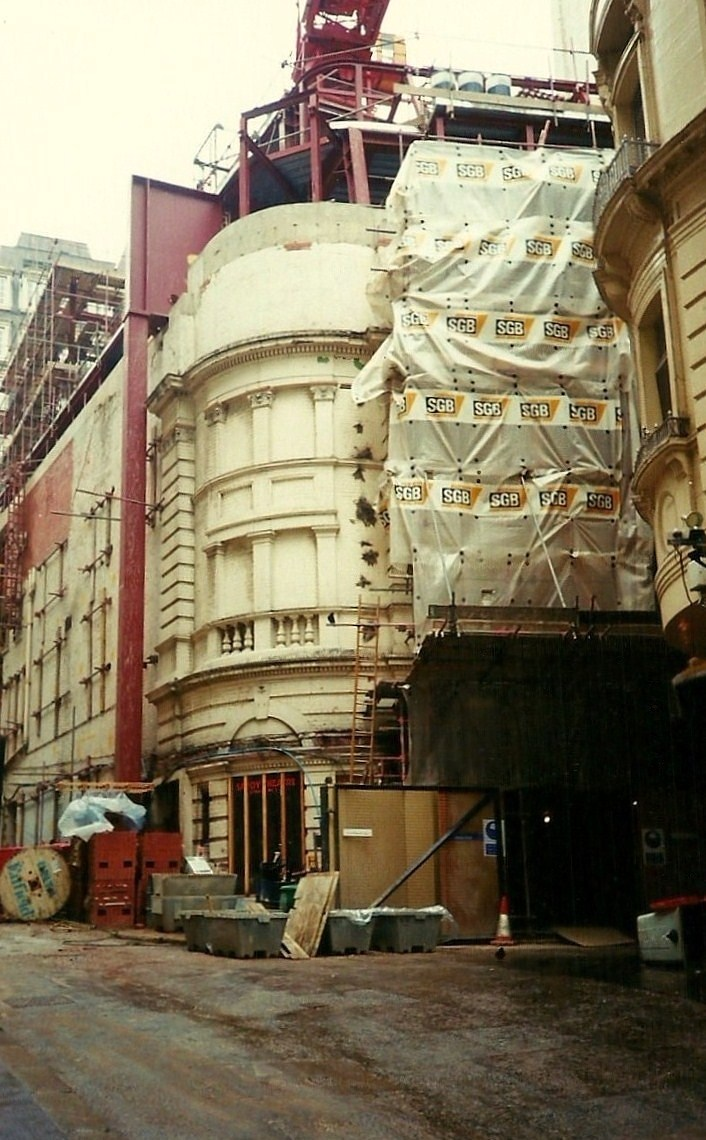

Während einer Renovierung im Februar 1990 brannte das Gebäude vollständig aus. Lediglich die Bühne und die Backstage-Bereiche blieben verschont.

### Hergang
In den frühen Morgenstunden des 12. Februar 1990 um 1:43 Uhr aktivierte sich die automatische Sprinkleranlage oberhalb der Bühne. Dies löste auch den Feueralarm aus. Um 1:49 Uhr trafen die ersten Einheiten der Feuerwehr ein und fanden ein bereits vollständig ausgebrochenes Großfeuer vor. Nach zwei Stunden konnte es unter Kontrolle gebracht werden. Dabei wurden zehn Wasserschläuche eingesetzt. Vier Feuerwehrleute wurden dabei verletzt. Um 14:09 Uhr verließ die letzte Einheit wieder den Brandort. Bedingt durch die Feuerschutztüren und den Eisernen Vorhang war nur der Zuschauerraum von der Zerstörung betroffen. In diesem waren weder Brandmelder noch Feuerbekämpfungseinrichtungen verbaut.
Die Luft in dem großen Raum zusammen mit dem langsam schwelenden Pferdehaarpolster der Sitze waren dafür verantwortlich, dass das Feuer lange unentdeckt blieb. Erst als der Eiserne Vorhang an einer Stelle nachgab, wurden die Sprinkler der Bühne ausgelöst. Allerdings wütete das Feuer bis dahin schon in voller Kraft. Fast der ganze Raum wurde zerstört und das Dach stürzte stellenweise ein. Die meisten der prächtigen Dekorelemente von Basil Ionides waren verloren. Das benachbarte Savoy Hotel wurde rechtzeitig evakuiert und erlitt keine Schäden. Der Gesamtschaden belief sich auf 10 Millionen Pfund (über 11 Millionen Euro) zuzüglich des Verlustes durch die ausgefallenen Produktionen. Das Feuer brach vermutlich hinter den Parkettsitzreihen aus, aber die genaue Ursache konnte nie geklärt werden.

### Wiederaufbau
Ein Antrag, das Theater als Neubau wieder zu errichten, scheiterte am Einspruch der Versicherer und der Denkmalschützer des English Heritage. Es wurde entschieden, das Gebäude wieder in den Zustand zu versetzen, in dem es sich 1929 befunden hatte. Die aufwendigen Arbeiten Tugwells und Ionidess wurden mühevoll restauriert. Am 19. Juli 1993 wurde das Theater mit einer königlichen Gala und der eigens in Auftrag gegebenen Ballettproduktion Savoy Suite des Choreografen Wayne Sleep mit Musik von Sullivan wiedereröffnet. Darauf folgte die World Chess Championship mit dem späteren Sieger Garri Kasparow.
Das heutige Theater fasst 1.158 Zuschauer. Während des Wiederaufbaus wurde auch ein zusätzliches Stockwerk aufgesetzt. Es beherbergt Fitnesseinrichtungen des Hotels und ein Schwimmbad oberhalb der Bühne.

## Das moderne Savoy Theatre
Noch im Eröffnungsjahr 1993 startete im Savoy Theatre mit Noël Cowards Relative Values (dt. Wechselkurs der Liebe, Komödie in 3 Akten von 1951) eine erfolgreiche Reihe von 477 Vorstellungen. Tom Stoppards Travesties mit Antony Sher in der Hauptrolle folgte und 1994 startete das Musical She Loves Me. Darauf folgten Terry Johnsons Dead Funny, Alan Ayckbourns Communicating Doors (welches 1996 für das Theater adaptiert wurde), John B. Priestleys When We Are Married mit Dawn French, Alison Steadman und Leo McKern, sowie Ben Travers’ Plunder mit Griff Rhys Jones und Kevin McNally. Die Savoy Group übertrug die Leitung an eine von Stephen Waley-Cohen angeführte Gruppe. Die folgenden Produktionen waren Simon Callow in der One-Man-Show The Importance of Being Oscar, Pet Shop Boys in concert, Ian Richardson in Pineros The Magistrate (von 1885), Edward Fox in A Letter of Resignation, Die Royal Shakespeare Company mit ihrer Produktion von Richard III mit Robert Lindsay und Cowards Hay Fever mit Geraldine McEwan im Jahr 1999.

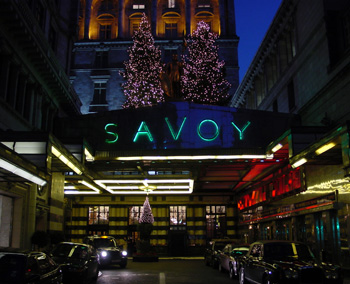
Das Savoy Theatre und Hoteleingang (2003)

Zur Jahrtausendwende kam die D’Oyly Carte Opera Company nochmals zusammen und produzierte im Savoy die Operette H.M.S. Pinafore. Donald Sutherland spielte in Enigmatic Variations, daran schloss eine zweite Spielzeit der D’Oyly Carte Company an mit der Komischen Oper Die Piraten von Penzance.  2002 folgte das Jukebox-Musical Return to the Forbidden Planet; dann setzte wieder die D'Oyly Carte Company die Stücke Iolanthe, The Yeomen of the Guard und Der Mikado auf den Spielplan, gefolgt von Yasmina Rezas Life x 3. 2003 wiederholte die Company HMS Pinafore, danach kam Bea Arthur at The Savoy, John Steinbecks Von Mäusen und Menschen, Peter Pan und Pirates. Weitere Stücke im folgenden Jahr waren The Marriage of Figaro und The Barber of Seville, aufgeführt von der Savoy Opera Company. Lorna Luft trat auf in Songs My Mother Taught Me und im neuen Salsa Musical Murderous Instincts. Cowards Blithe Spirit wurde 2004-05 wiederaufgeführt.
The Savoy Hotel Group wurde 2004 zusammen mit dem Theater über die Makler der Quinlan Private verkauft. Ein Jahr später wurde das Theater an die Ambassador Theatre Group (ATG) und das Hotel an die Tulbart Group verkauft. Letztere veräußerte das Hotel dann weiter an Prinz al-Walid ibn Talal. Seither beschränkten sich die Produktionen auf Wiederaufnahmen alter Stücke und Übernahmen moderner Musicals, darunter 2006 The Rat Pack: Live from Las Vegas und eine Musicalversion von Porgy and Bess (Regie: Trevor Nunn), 2007–08 Fiddler on the Roof, 2008-09 Carousel, 2010–12 Natürlich blond, 2013–14 Let It Be, 2014–15 Dirty Rotten Scoundrels, 2015 Gypsy, 2016 Funny Girl, 2016–19 Dreamgirls, und 2019 9 to 5: The Musical.